# Torbole Casaglia
Torbole Casaglia település Olaszországban, Lombardia régióban, Brescia megyében. Lakosainak száma 6426 fő (2023. január 1.). Torbole Casaglia Azzano Mella, Castel Mella, Lograto, Roncadelle és Travagliato községekkel határos.

## Népesség
A település lakossága az elmúlt években az alábbi módon változott:
| Lakosok száma | 6562 | 6571 | 6426 |
|               | 2017 | 2018 | 2023 |